# Distrito de Santa María (Huaura)
El distrito de Santa María es uno de los doce que conforman la provincia de Huaura, ubicada en el departamento de Lima en el Perú. Se encuentra en la circunscripción del Gobierno Regional de Lima.
Dentro de la división eclesiástica de la Iglesia Católica del Perú, pertenece a la Diócesis de Huacho

## Historia
Se encuentran evidencias de la expansión sobre el territorio de Santa María de culturas preincas, como la Cultura caral, Wari y Mochica; siendo la cultura Chancay reconocida como una de las que verdaderamente surgió y se desarrolló en esta región. Nombres de sectores como Huacán, Luriama, Chonta, Vispán, Tomicalla y Cuñin (hoy Santa María) son reconocidos desde tiempos incaicos como ayllus ligados a la producción agrícola; durante la época virreinal y de la emancipación, toda esta región fue importante debido a su cercanía a Lima. Así mismo, la historia del distrito está marcada por movilizaciones del Movimiento Obrero y Popular en defensa de la jornada de las ocho horas, entre los años 1916 y 1917. Destacan, de esos acontecimientos históricos, sus dos veneradas heroínas: Irene Salvador y Manuela Díaz Chaflojo.
El distrito fue creado mediante Ley N° 2918 del 5 de diciembre de 1918, en el gobierno del Presidente José Pardo y Barreda.

## Geografía
Se encuentra ubicado al norte de la ciudad capital del Perú, Lima, a 148 km de distancia por la carretera Panamericana norte. Su altitud es de 85 m s. n. m., y coordenadas de localización: longitud de 11°05'30" y latitud 77°34'23" sobre el meridiano de Greenwich. Los límites del distrito son: por el norte con el río Huaura, por el sur con los Cerros del Colorado y las Pampas del Carrizal, por el oeste con la ciudad de Huacho y por el este con los cerros de Jopto y la Pampa de Ánimas. Limita por el oeste, este y sur con el distrito de Huacho.
Santa María presenta un relieve plano, con abundantes sombríos de diversos cultivos. Al centro de la Gran Campiña se levanta el cerro Vispán, desde cuya cima es fácil contemplar el verde paisaje matizado por los sombríos; su topografía presenta pequeñas elevaciones de terrenos que toman los siguientes nombres: cerro Montero, cerro Santa María, cerro Vispán, cerro San Antonio (Toma y Calla), cerro Sejetuto, Zapata y Colorado.

### Clima
La gran campiña de Santa María goza de un clima cálido y primaveral casi la mayor parte del año; incluso durante el invierno presenta cielo despejado, pocas veces nublado, y el calor no es tan sofocante en el tiempo de verano. Las lluvias intensas son escasas, existiendo, sin embargo, suficientes medios para la irrigación de los cultivos, esto hace que la tierra sea muy favorable para la producción y el desarrollo de la agricultura y ganadería. La temperatura máxima media en el distrito oscila entre 22°C en verano y 14 °C en invierno.
Como es típico en la zona costera del Perú, los vientos tienen una dirección de sur a norte.

## División administrativa

### Centros poblados
Urbanos
- Cruz Blanca, con 25 194 hab.

Rurales
- Pampa de Ánimas, con 749 hab.
- Santa Rosalía, con 184 hab.
- Tablada Intermedia, con 222 hab.

## Aspectos socioeconómicos
Entre las organizaciones locales más representativas se encuentran la Junta de Usuarios de Agua de Riego, de ganaderos, los clubes deportivos, los propietarios de restaurantes y hoteles, los productores de vino y el programa social del Vaso de Leche y comedores populares; este último conformado por madres de familia. A partir de la década de 1980, el distrito ha sido poblado significativamente por personas provenientes de diversos lugares de la Sierra peruana, esto, principalmente, debido a problemas relacionados con la violencia social vivida en esos años.
La Campiña, como se suele llamar al distrito, que en realidad es el valle de Huacho, se desarrolla dentro de un conjunto de matices relacionados con la actividad agropecuaria; sus tradiciones, básicamente, están ligadas a esta actividad y a la celebración de fiestas religiosas. Dichas festividades y tradiciones son promovidas especialmente por la Junta de Usuarios, quienes administran el agua de riego para un total de 6 829,15 hectáreas de terreno, que representan el 19,6 % de la superficie total del valle del río Huaura. La producción en el distrito está dominada por el cultivo del maíz, las hortalizas, la caña de azúcar y el algodón; de las 2400 unidades agropecuarias que se ubican en el distrito, el 54,5 % poseen una superficie menor a 0,5 ha. La agricultura desarrollada se halla enfrentada con problemas de baja productividad, poca o nula organización de productores, falta de canales de riego revestidos y el limitado acceso a créditos agropecuarios específicos y mercados; lo que en muchos casos la convierte en una actividad de riesgo en lo referente a la recuperación de la inversión y la obtención de utilidades económicas.
Otra actividad económica importante son los restaurantes de comida típica y la elaboración de vinos artesanales con la producción de uva de la zona, los productores vitivinícolas están agremiados, los cuales realizan el Festival de la Vendimia en Semana Santa, donde se disfruta de espectáculos artísticos, la gastronomía local y los más variados vinos de producción artesanal del lugar.

## Autoridades

### Municipales
- 2019 - 2022[3]
  - Alcalde: Juan Carlos García Romero, de Concertación para el Desarrollo Regional - Lima.
  - Regidores:

  1. Víctor Arnaldo La Cruz Salvador (Concertación para el Desarrollo Regional - Lima)
  2. Mayra Jhoselyn Pinillos Chacón (Concertación para el Desarrollo Regional - Lima)
  3. César Augusto Churrango Ortiz (Concertación para el Desarrollo Regional - Lima)
  4. Jesús Eusebio Julca Meza (Concertación para el Desarrollo Regional - Lima)
  5. Hernán Joel Díaz Díaz (Concertación para el Desarrollo Regional - Lima)
  6. Analí Deniz Huacarpuma Casimiro (Patria Joven)
  7. María Teresa Salvador Grados de Verástegui (Movimiento Regional Unidad Cívica Lima)

Alcaldes anteriores
- 2015 - 2018:[4] José Carlos Reyes Silva, Movimiento Fuerza Regional (FR).[5]
- 2011 - 2014:[6] Juan Carlos García Romero, Colectivo Ciudadano Confianza Perú (CP).[7]
- 2007 - 2010: Víctor Enrique Zegarra Fernández, Partido Aprista Peruano (PAP).
- 2003 - 2006: Carlos Alberto Estupiñán Demutti, Movimiento independiente Nuevo Santa María.

### Policiales
- Comisaría de Cruz Blanca 
  - Comisario: Mayor PNP Marco Antonio ANGULO VALLADARES.[8]

## Festividades
Una de las festividades más importantes en el distrito de Santa María es la de su Patrón "San Martín de Porres" que desde tiempos inmemoriales se viene celebrando en este populoso distrito, es considerado un punto de concertación regional para los devotos del Santo Moreno.
Así mismo también se celebra al Señor de la Piedad, Señor de Humildad y Paciencia, entre otros